# 何萬化
何萬化，字宗元，號半莪，南直隸松江府上海縣民籍青浦县人，明朝政治人物。进士出身。

## 生平
萬曆壬午舉人何三畏族子。丙戌年九月二十二日生，萬曆四十三年（1615年）乙卯科顺天府乡试三十九名舉人，天啓二年（1622年）壬戌科進士。授南京兵部主事，陞郞中，淸馬政，練水師有功，遷禮部，擢福建提學副使。福寧州在海中，航海來試，患風濤，萬化捐貲建館於州學，使就州考，州人德之。厯官至江西湖東參政，時張普薇以邪敎惑眾作亂，連陷郡邑。萬化募兵措餉，廣布方畧，敗賊於神岡，給免死牌招其脅從，眾皆投戈星散，追獲普薇斬之，湖東平。以疾吿歸，旋遷廣東按察使，不赴，卒年七十有五。